# Sagem Sperwer
Sperwer (holländska för Sparvhök) är en taktisk UAV tillverkad av Sagem och används för spaning, övervakning, underrättelseinhämtning samt målutpekning. UAV:n startas genom att skjutas ut från en fordonsmonterad startramp och landar med hjälp av fallskärm och luftkuddar. Bildinformationen från UAV:ns sensorer överförs via videolänk i realtid till en markstation. Sensorerna möjliggör att man kan upptäcka ett "normalobjekt" (fordon) på cirka 4500 meters avstånd och sedan klassificera det (fastställa vilken typ av fordon det är) på cirka 2500 meters avstånd.

## Användare
Kanada
Kanadensiska försvarsmakten, systemet avvecklat.
 Danmark
Danska armén, införandet avbröts och luftfartygen såldes till Kanada.
 Frankrike
Franska armén, systemet operativt.
 Grekland
Grekiska armén, systemet operativt.
 Nederländerna
Holländska flygvapnet, systemet avvecklat.
 Sverige
Svenska armén, systemet avvecklat.
 USA
Flygnationalgardet, inga uppgifter om systemet.

### Användning i svenska Försvarsmakten
Den svenska militära beteckningen på Sagem Sperwer är UAV 01 Ugglan och den var operativ mellan 1999 och 2010. Ugglan ersattes 2011 av UAV 03 Örnen. Försvarsmakten har haft tre UAV 01-system där varje system bestod av:
- tre UAV-farkoster,
- en markstation med länk,
- en klargöringsenhet (rampfordon, klargöringsbandvagn samt bärgningsbandvagn).

De tre systemen utgjorde ett UAV-kompani i 32. Underrättelsebataljonen.